# Hexapoda
La superclasse degli esapodi (Hexapoda Latreille, 1825, in greco = con sei zampe) costituisce il più grande (in termini di numero di specie) raggruppamento di artropodi e comprende quattro classi: gli Ectognatha (Insecta) e gli Entognatha (esapodi privi di ali: Collembola, Protura e Diplura).

## Descrizione
Gli Esapodi devono il loro nome al carattere che consente facilmente di distinguerli da tutti gli altri artropodi: un torace consolidato con tre paia di zampe. Quasi tutti gli altri artropodi hanno più di sei zampe.
Il corpo degli esapodi è diviso in tre parti, capo (anteriore), torace (centrale) e addome (posteriore).
Il capo è composto da un acron presegmentale, normalmente provvisto di occhi, seguito da cinque segmenti, tutti strettamente fusi tra loro, con le seguenti appendici:
- Segmento II. Antenne (sensoriali), assenti nei Proturi
- Segmento III (intercalare). Senza appendici
- Segmento IV. Mandibole
- Segmento V. Mascelle (masticatorie)
- Segmento VI. Labbro inferiore

La bocca si trova tra il secondo e il quarto segmento ed è coperta da una sporgenza del primo, il labbro superiore. Nei veri insetti (classe Insecta) le varie parti della bocca sono esterne, mentre in altri gruppi sono interne. Appendici simili si trovano anche nel capo dei Miriapodi e dei Crostacei, anche se questi hanno pure antenne secondarie.
Il torace è composto da tre segmenti, ciascuno dei quali porta un paio di zampe. Come avviene tipicamente negli artropodi adattati alla vita terrestre, ogni zampa, composta di cinque segmenti, è priva delle ramificazioni branchiali che si riscontrano in alcuni degli altri gruppi di artropodi.
Nella maggior parte degli insetti, il secondo e il terzo segmento toracico sono forniti anche di ali. È stato ipotizzato che le ali siano omologhe delle appendici branchiali dei crostacei, o si siano evolute da estensioni dei segmenti stessi.
L'addome è formato da undici segmenti in tutti i veri insetti, dodici però nei Proturi e solo quattro-sei nei Collemboli. Le appendici dell'addome sono estremamente ridotte, limitate ai genitali esterni e, in qualche caso, a una coppia di cerci sensoriali sull'ultimo segmento.

## Evoluzione
Gli Hexapoda sono un gruppo che nasce con la fusione del secondo paio di mascelle per formare un labbro, la perdita dell'articolazione della mandibola, la perdita di coppie di arti sull'addome e il numero di segmenti addominali fissato a 11 (almeno inizialmente). Nel Siluriano si considera che avvenne la prima importante divisione degli esapodi, una superclasse essenzialmente terrestre, in Entognatha (o Paraentoma) e Ectognatha (Euentomata o più comunemente conosciuti come insetti).
La caratteristica principale dei tre ordini degli Entogatha (Collembola, Protura e Diplura), come il nome suggerisce, sono le mandibole e mascelle nascoste all'interno della cavità boccale, con una conseguente espansione della testa. Le linee evolutive più antiche (Symphyla, Diplopoda) hanno tutte bocche esterne alla testa. Da parte loro, gli Insecta rappresentano il ramo degli esapodi che ha avuto l'evoluzione più fortunata ed esplosiva. Gli insetti dominano la Terra: presenti dalla fine del Siluriano, si sono adattati allo sviluppo delle piante, a volte in un vero e proprio processo di coevoluzione, come per le piante da fiore, e si sono adattati, sopravvivendo ai numerosi cambiamenti che la vita sulla Terra ha subito.

## Affinità con altri gruppi
I Miriapodi vengono tradizionalmente considerati i parenti più prossimi degli esapodi, in base alle somiglianze morfologiche. Nuovi lavori hanno messo in dubbio questo punto e secondo alcuni studiosi (p.es. Giribet, Edgecombe e Wheelker, 2001) i parenti più prossimi potrebbero essere invece i Crostacei.
Gli Esapodi non appartenenti agli Insetti (ma un tempo inclusi in essi) vengono variamente considerati come un gruppo evolutivamente omogeneo oppure un insieme di linee evolutive aventi rapporti differenziati con i veri insetti: i Dipluri sarebbero i più vicini ad essi e a volte considerati come gruppo parallelo agli insetti, lasciando gli Entognatha parafiletici. I Collemboli, secondo qualcuno, dovrebbero addirittura essere esclusi dagli Esapodi. Solo di recente gli Entognatha sono stati riconosciuti un gruppo monofiletico da studi morfologici e molecolari.